# Tráfico de influencias
El tráfico de influencias es una práctica ilegal, o al menos éticamente objetable, que consiste en utilizar la influencia personal a través de conexiones con personas que ejercen autoridad en ámbitos de gobierno o incluso empresariales, con el fin de obtener favores o trato preferencial para un tercero, normalmente a cambio de un pago en dinero o en especie.
Cabe señalar que la naturaleza ilegal del tráfico de influencias es relativa: la OCDE ha utilizado a menudo la expresión «tráfico indebido de influencias» para referirse a actos ilegales o cuestionables de lobbying.
En España, el tráfico de influencias está penado y su enjuiciamiento y fallo depende del Tribunal con Jurado de la provincia en cuestión. 
El tráfico de influencias está penalizado en Argentina, Bélgica, Brasil, Chile, Colombia, Costa Rica, Cuba, Ecuador, España, Francia, Guatemala, Italia, México, Panamá, Paraguay, Perú, Portugal, Rumania, Uruguay y Venezuela.